# سامية رحيم
سامية رحيم ممثلة تونسية. ولدت في 11 يونيو(جوان) 1955 في تونس

## عن حياتها
اشتهرت بشخصية «صفية» في المسلسل الشهير «الخطاب على الباب» في سنتي 1996/1997 بدأت في سنة 1977 بالمشاركة في الفيلم المصري «جنون الحب» في الجزء الذي صور في تونس واتجهت في الثمانينات إلى بعض الأدوار السينمائية في تونس وعرفت أيضا بأدوار تلفزية أخرى بين المرأة القاسية والطيبة والمتسلطة والأجنبية في:(ظفائر، قمرة سيدي المحروس، شعبان في رمضان، كمنجة سلامة، مكتوب 1و2، نجوم الليل 1و2، ليام، ناعورة الهواء 2،جنون القايلة...).عملت كمنتجة لفيلم «غدا احترق» في سنة 1998 ومن بين الأفلام التي مثلت فيها: رقصة النار وخشخاش مع سلمى بكار.

## فيلموغرافيا

### السينما

#### الأفلام الطويلة
- 1977: جنون الحب لنادر جلال وجمال عمار بدور "سونيا"
- 1995: حبيبة مسيكة - رقصة النار لسلمى بكار
- 1998: غدوة نحرق لمحمد بن إسماعيل
- 2002: صندوق عجب لرضا الباهي
- 2004: دار الناس لمحمد دمق
- 2006: خشخاش لسلمى بكار
- 2010: الخيط لمهدي بن عطية بدور رجاء
- 2015: حرة لمعز كمون
- 2017:
  - حب الرجال لمهدي بن عطية
  - الجايدة لسلمى بكار

#### الأفلام القصيرة
- 1998: الوليمة لمحمد دمق
- 1999: أبريل لرجاء عماري
- 2012:
  - نقطة بداية لكريم بلحاج
  - 9 أفريل 1938 لطارق خلادي وسوسن البية

### الأعمال التلفزية
- 1996: الخطاب على الباب لصلاح الدين الصيد بدور "صفيّة تحيفة"
- 1997: الخطاب على الباب لصلاح الدين الصيد بدور "صفيّة تحيفة"
- 2001: ضفاير للحبيب المسلماني بدور "جانيت"
- 2002: قمرة سيدي المحروس لصلاح الدين الصيد بدور "مارسيل باسكاليني صويلح"
- 2005: شعبان في رمضان لسلمى بكار بدور "جميلة"
- 2007: كمنجة سلامة لحمادي عرافة بدور "عقيلة عبد المقصود"
- 2008: مكتوب (الموسم 1) لسامي الفهري بدور "كاميليا عبد الحق"
- 2009: مكتوب (الموسم 2) لسامي الفهري بدور "كاميليا عبد الحق"
- 2009: نجوم الليل (الموسم 1) لمديح بالعيد بدور "علياء"
- 2010: نجوم الليل (الموسم 2) لمديح بالعيد بدور "علياء"
- 2013: ليام لخالد البرصاوي
- 2014: طالع وإلا هابط لمجدي السميري بدور ليليا
- 2015: ناعورة الهواء (الموسم 2) لمديح بالعيد بدور "بية بن عبد الله"
- 2017-2018: جنون القايلة لأمين شيبوب بدور "فاطمة"
- 2018: تاج الحاضرة لسامي الفهري بدور "للا البية عائشة"
- 2019-2021: مشاعر لمحمد ݘوك بدور "والدة الطاهر يحيى"
- 2021: كان يا ما كانش (الموسم 1) لعبد الحميد بوشناق بدور "السيندرلا"
- 2021: الفوندو (الموسم 1) لسوسن الجمني بدور "للّا منّانة"
- 2022: الفوندو (الموسم 2) لسوسن الجمني بدور "للّا منّانة"

## روابط خارجية
- سامية رحيم على موقع IMDb (الإنجليزية)
- سامية رحيم على موقع قاعدة بيانات الأفلام العربية
- سامية رحيم على موقع ألو سيني (الفرنسية)
- سامية رحيم على موقع كينوبويسك (الروسية)